# Liberation (песня Hardcore Superstar)
Liberation (с англ. — «освобождение») — песня шведской слиз-рок-группы Hardcore Superstar. Авторами текста являются гитарист Томас Сильвер и вокалист Йоке Берг, а авторами музыки значится вся группа.
Песня вышла в составе второго альбома Bad Sneakers and a Piña Colada, выпущенного в марте 2000 года, и была издана в качестве макси-сингла с сопутствующим видеоклипом, в котором группа предстаёт офицерами шведского флота, выступающими на корабле. Би-сайдами к синглу стали внеальбомные песни «Come Along» и «You Say You Want Me». 9 марта 2000 года сингл попал в шведский чарт, где добрался до 22 места и пробыл десять недель.
Песня вошла в сборник хитов группы The Party Ain't Over 'Til We Say So..., выпущенный в октябре 2011 года.

## Список композиций
1. «Liberation» — 3:56
2. «Come Along» — 2:51
3. «You Say You Want Me» (Rehersal Demo) — 3:33

## Чарты
- 22 — Швеция[2]

## Ссылка
Видеоклип к песне Архивная копия от 17 октября 2016 на Wayback Machine